# Timàrides
Timàrides (grec antic: Θυμαρίδας)  (Paros, c. 400 aC - c. 350 aC) va ser un matemàtic grec del segle IV aC. En algun lloc esmentat com Eumàrides.

## Vida
No es coneix res de la seva vida, tret que va néixer a l'illa de Paros. També se sap que va caure en la pobresa, el que va obligar Tèstor de Poseidonia a navegar fins a Paros per a entregar-li els diners que s'havien recol·lectat per auxiliar-lo.

## Obra
No ens ha arribat cap obra seva. En general tot el que en sabem de la seva obra procedeix de Iàmblic de Calcis.
Sabem que va estudiar els nombres primers, als que anomenava rectilinis, en contraposició als nombres compostos que anomenava rectangulars.
La seva aportació més original és el floriment de Timàrides: un mètode per a resoldre sistemes d'equacions lineals de n equacions amb n incògnites:
Si tenim el sistema d'equacions (en notació actual):

{\displaystyle x+x_{1}+x_{2}+...+x_{n-1}=S}

{\displaystyle x+x_{1}=a_{1}}

{\displaystyle x+x_{2}=a_{2}}

..............................

{\displaystyle x+x_{n-1}=a_{n-1}}

Aleshores la solució general és:

{\displaystyle x={\frac {(a_{1}+a_{2}+...+a_{n-1})-S}{n-2}}}
Iàmblic proporciona mètodes per a convertir altres sistemes d'equacions lineals en aquesta forma. No se sap si aquests mètodes també van ser idea de Timàrides.